# Oratorio della Madonna del Canale (Uzzano)
L'Oratorio della Madonna del Canale è un luogo di culto cattolico che sorge ai margini del borgo medievale di Uzzano, in Valdinievole, diocesi di Pescia, regione Toscana.

## Storia
L'oratorio fu costruito nel 1623 in luogo di un'edicola sacra, posta in prossimità di una porta delle mura urbane. Tale edicola conteneva un'immagine della Vergine Maria, ritenuta prodigiosa. Si decise così di contenere tale immagine in un edificio. Antonio Dini fondò un beneficio presso l'oratorio contestualmente alla costruzione.

## Descrizione
L'oratorio si presenta nel tipico assetto delle chiese toscane di campagna costruite nel XVII secolo. Sulla facciata, è presente una tettoia in muratura, con sottostante un affresco rappresentante la Madonna del Canale, di epoca recente. Alla base della facciata, dei sedili in pietra serena. Al culmine, un campanile a vela in stile neogotico. L'interno è molto semplice, l'altare maggiore, in pietra serena, raccoglie l'affresco della Vergine Maria tra i Santi Jacopo e Martino, patroni di Uzzano; alla base dell'affresco, è visibile uno scorcio di Uzzano e di Pescia ai primi del 1600. L'affresco era coperto fino a pochi anni fa da una tela attribuita al pittore uzzanese Alessandro Bardelli. Del medesimo autore, le due tele poste ai lati dell'altare maggiore, raffiguranti Santa Margherita di Scozia e Sant'Apollonia. L'oratorio è stato completamente restaurato nel 1991, grazie all'impegno di Serina Lavoratti, una signora uzzanese che si impegnò nella raccolta di fondi tra le famiglie emigrate negli Stati Uniti d'America.